# Stružná
Stružná är en ort i Tjeckien.   Den ligger i regionen Karlovy Vary, i den västra delen av landet, 100 km väster om huvudstaden Prag. Stružná ligger 658 meter över havet och antalet invånare är 511.
Terrängen runt Stružná är platt åt sydväst, men åt nordost är den kuperad. Runt Stružná är det glesbefolkat, med 19 invånare per kvadratkilometer. Närmaste större samhälle är Karlovy Vary, 11,0 km nordväst om Stružná. Omgivningarna runt Stružná är en mosaik av jordbruksmark och naturlig växtlighet.